# Gerichtsbezirk Stockerau

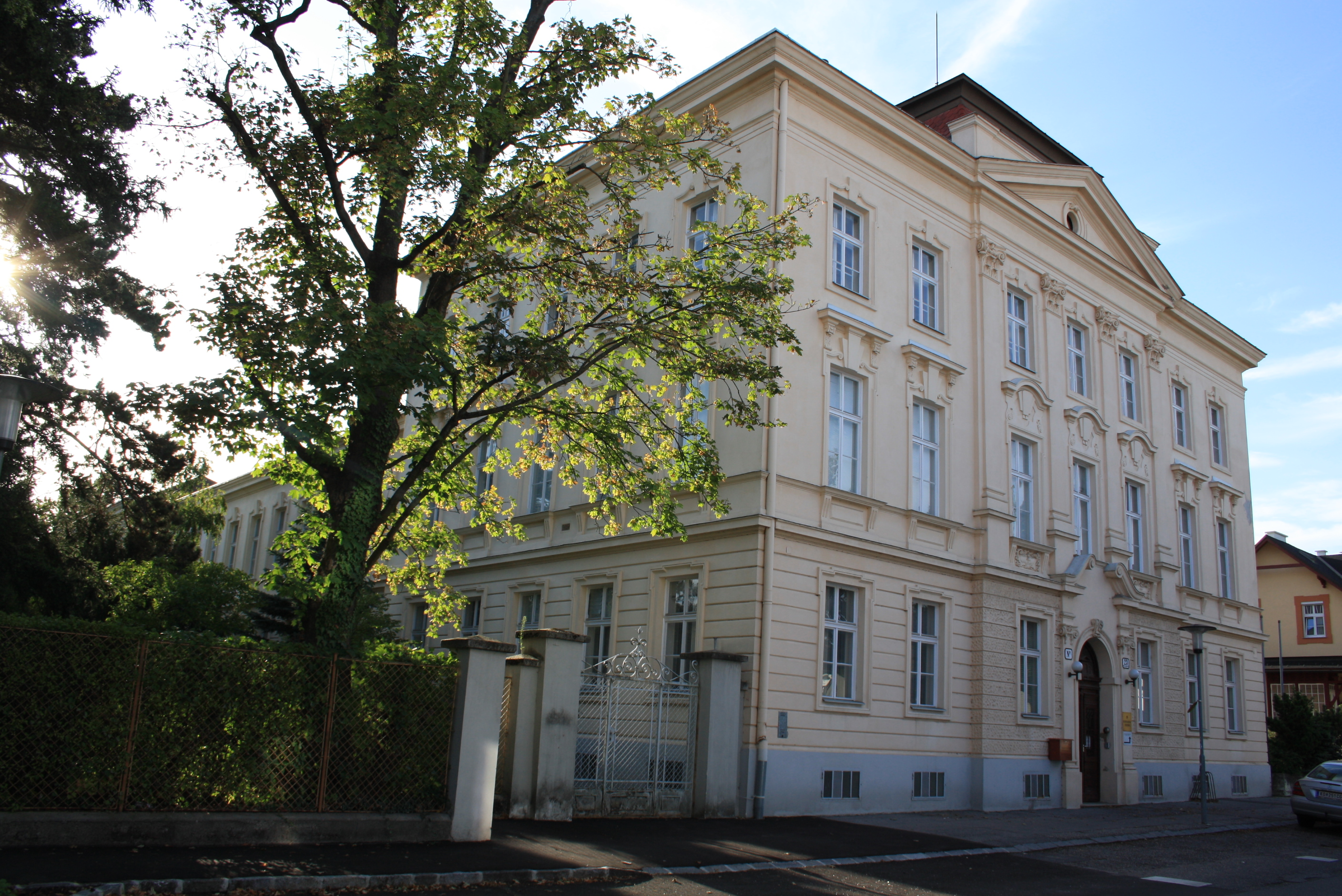
Bezirksgericht Stockerau

Der Gerichtsbezirk Stockerau war ein Gerichtsbezirk in Niederösterreich und einer von zweien im Bezirk Korneuburg. Der übergeordnete Gerichtshof war das Landesgericht Korneuburg.

## Gemeinden
(Einwohner: Stand 1. Jänner 2024)

### Städte
- Stockerau (16.999)

### Marktgemeinden
- Großmugl (1.637)
- Hausleiten (3.843)
- Niederhollabrunn (1.507)
- Sierndorf (3.954)
- Spillern (2.616)
- Stetteldorf am Wagram (1.076)

### Gemeinden
- Leitzersdorf (1.159)
- Rußbach (1.399)

## Geschichte
Am 1. Jänner 2013 wurde der Gerichtsbezirk Stockerau aufgelöst und die Gemeinden dem Gerichtsbezirk Korneuburg zugewiesen.